# Chaiyaphum
Pour la province de Thaïlande, voir Province de Chaiyaphum.
Chaiyaphum est une ville de la région Nord-Est de la Thaïlande. En 2006, elle comptait 37 490 habitants.